# 히라이 신타로
히라이 신타로(일본어: 平井 晋太郎, 1984년 1월 17일 ~ )는 일본의 축구 선수이다.

## 구단 경력
블라우블리츠 아키타, 도치기 우바에서 활동하였다.